# OpenDroneMap / ODM
OpenDroneMap Es un software de fotogrametría de código abierto para procesar fotografiás aéreas a mapas y modelos 3D. El software es hospedado y distribuido libremente en GitHub.